# Districtul Akkar
Districtul Akkar (în arabă قضاء عكار) este singurul district din Guvernoratul Akkar, Liban. Este coextensiv cu guvernoratul și acoperă o suprafață de 788 km2 (304 mi2). ICNUR a estimat populația districtului la 389 899 în 2015, inclusiv 106 935 de refugiați înregistrați în Războiul Civil Sirian și 19.404  refugiați palestinieni. Reședința sa este orașul  Halba.
Districtul se caracterizează prin prezența unei câmpii de coastă relativ mari, cu munți înalți la est. Cele mai mari orașe din Akkar sunt Halba, Bire Akkar și Al-Qoubaiyat.